# Ли, Гвилим
Гвилим Ли (англ. Gwilym Lee; род. 24 ноября 1983) — британский актёр валлийского происхождения. Наиболее известен своей ролью Брайана Мэя в биографическом фильме о группе Queen «Богемская рапсодия».

## Биография
Гвилим родился в Бристоле 24 ноября 1983 года. Его родители, Том и Сейнвен, валлийцы по происхождению. У него есть двое старших братьев — Герайнт и Оуэн, а также старшая сестра Рианнон. Когда он был маленький, его семья переехала в Саттон-Колдфилд в Бирмингеме, где он и провёл всё своё детство. Гвилим изучал английскую литературу в Кардиффском университете, а также драматическое искусство в Гилдхоллской школе музыки и театра, где получил Гилдхоллскую золотую медаль в 2008 году. Сейчас он живёт в Лондоне.

## Карьера
Начало карьеры Гвилима пришлось на 1997 год, когда, ещё будучи подростком, он присоединился к драмкружку. Вскоре он снимался в телевизионной адаптации детских книг «Ковчег животных» и работал над спектаклем «Ричард III» с Королевской шекспировской компанией. Позже Гвилим стал получать второстепенные роли в таких сериалах, как «Чисто английские убийства», «Прах к праху», «Работницы» и «Монро». Одно время он даже принимал участие в радиопостановках «The Emerald Tiger», «The Silver Turk», «The Cruel Sea». В фильме «Турист» режиссёра Ф. Х. фон Доннерсмарка в 2010 году сыграл небольшую роль технического сотрудника службы наблюдения.
В 2012 году он участвовал в театральной постановке «Обещание» по пьесе Алексея Арбузова «Мой бедный Марат». С Рождества 2013 года Гвилим начал сниматься в сериале «Чисто английские убийства» в роли сержанта Чарли Нельсона, всего с ним вышло 15 эпизодов.
1 ноября 2018 года вышел фильм «Богемская рапсодия», где Гвилим сыграл одну из главных ролей — гитариста известной на весь мир группы Queen Брайана Мэя.